# Герб Верхнього Лужка
Герб Верхнього Лужка — один з офіційних символів села Верхній Лужок, Самбірського району Львівської області.

## Історія
Символ затвердила ІІІ сесія  Верхньолужоцької сільської ради 3-го (ХХІІІ) скликання рішенням  від 21 жовтня 1998 року.
Автор — Андрій Гречило.

## Опис (блазон)
У золотому полі на зеленій землі три зелені ялинки (середня вища за дві інші), знизу — відділена хвилясто срібна основа.
Щит вписаний у еклектичний картуш, увінчаний золотою сільською короною.

## Зміст
Три ялинки над водою фігурували на сільських печатках із ХІХ ст. Кольори означають щедрі ліси та багаті водні ресурси.
Золота корона з колосків вказує на статус сільського населеного пункту.